# Friedrich Wehner (Verwaltungsjurist)
Friedrich Wehner (* 13. September 1909 in Marienheide; † 6. April 1997) war ein deutscher Verwaltungsjurist.

## Werdegang
Friedrich Wehner, Sohn eines gleichnamigen Landwirts und Handwerkers, studierte Rechtswissenschaften an Universitäten von Berlin und Frankfurt. Er wurde 1935 zum Dr. jur. promoviert. Sein Assessorexamen bestand er 1937. Bis 1939 war er Regierungsassessor und von 1940 bis 1948 Regierungsrat. Nach Tätigkeiten als Referent und Arbeitsamtsdirektor bei den Landesarbeitsämtern für das Sudetenland und Nordrhein-Westfalen war er von 1949 bis 1952 Abteilungsleiter beim Landesarbeitsamt Nordrhein-Westfalen und von 1952 bis 1954 Vizepräsident des Landesarbeitsamts Hamburg. Von 1954 bis 1957 wirkte er als Oberdirektor der Bundesanstalt für Arbeit in Nürnberg. Von 1957 bis 1974 war er Präsident des Landesarbeitsamts Hessen. Ab 1974 war Wehner 1. StVR bei der Frankfurter Sparkasse von 1822. Friedrich Wehner war evangelisch, ab 1939 mit Gertrud Wehner, geborene Dorow, verheiratet, lebte in Frankfurt am Main und hatte fünf Kinder (Klaus, Marita, Friedrich, Ulrich und Sabine).

## Ehrungen
- 1973: Großes Verdienstkreuz der Bundesrepublik Deutschland
- 1974: Ehrenplakette der Stadt Frankfurt am Main und Ehrenbrief des Landes Hessen
- 1979: Großes Verdienstkreuz mit Stern der Bundesrepublik Deutschland